# Cidnopus minutus
Cidnopus minutus är en skalbaggsart som först beskrevs av Carl von Linné 1758.  Cidnopus minutus ingår i släktet Cidnopus, och familjen knäppare. Arten är reproducerande i Sverige.